# Мізіц
Мізіц (нім. Miesitz) — громада в Німеччині, розташована в землі Тюрингія. Входить до складу району Заале-Орла. Складова частина об'єднання громад Триптіс.
Площа — 4,42 км2. Населення становить 273 ос. (станом на 31 грудня 2021).